# Dendropanax bracteatus
Dendropanax bracteatus är en araliaväxtart som beskrevs av M.J.Cannon och Cannon. Dendropanax bracteatus ingår i släktet Dendropanax och familjen Araliaceae. Inga underarter finns listade.